# 신세계질서 (음모론)

미국의 국장(1776) 뒷면. "novus ordo seclorum"이라 적힌 라틴어 문구는 1982년 이래 미국의 국장과 1935년 이래 미국 1 달러의 뒷면에 적혀있다. 이는 영어로 "New Order of the Ages",즉 "시대의 신질서"로 번역되며 이는 미국이 독립국가가 된 시대를 시사한다. 또한 이는 "신세계질서"를 의미한다.

신세계질서(영어: New World Order, NWO)는 음모론에 따라 전체주의 단일정부가 등장하는 것이다.
일반적으로 신세계질서에 관한 음모론의 주제는 비밀적인 파워 엘리트들의 전 세계적 과제가 궁극적으로 전 세계적인 전체주의 세계정부를 운영하는 것이며, 따라서 이를 위한 음모를 꾸미고 있다는 것이다. 이것은 일반적인 주권국가들을 대체하며, 이데올로기를 따르게 한다. 
음모론 상에서 정치와 금융상 신세계질서가 발생한 것은 음모세력들이 영향력 있는 여러 표면적 조직을 운영하면서 시작되었다. 셀 수 없이 많은 여러 역사적 사건들은 비밀세력들이 은밀한 협상과 결정을 통하여 세계통치를 위한 일종의 각본을 진행하는 것이다.

## 같이 보기
- 세계화
  - 반세계화 운동
    - 세계화의 비판
- 패권(헤게모니)
- 지도력
- 권력
- 지배권
- 그림자 정부
- 통화 패권(en:Monetary hegemony)
- 다극체제